# Comuna Cervona Hreblea, Cecelnîk
Cervona Hreblea (în ucraineană Червона Гребля) este o comună în raionul Cecelnîk, regiunea Vinnița, Ucraina, formată din satele Cervona Hreblea (reședința) și Novoukraiinka.

## Demografie
Componența lingvistică a satului Cervona Hreblea
     Ucraineană (99,47%)
     Alte limbi (0,53%)
Conform recensământului din 2001, majoritatea populației satului Cervona Hreblea era vorbitoare de ucraineană (99,47%), existând în minoritate și vorbitori de alte limbi.